# Blue Gene (альбом Джина Еммонса)
Blue Gene — студійний альбом американського джазового саксофоніста Джина Еммонса, випущений у 1958 році лейблом Prestige Records.

## Опис
На останній своїй серії джем-сесій на лейблі Prestige Еммонс грає у складі чудового септету (сам лідер на тенор-саксофоні, трубач Ідріс Суліман, баритоніст Пеппер Адамс, піаніст Мел Волдрон, басист Дуг Воткінс, ударник Арт Тейлор і Рей Барретто на конга), який виконує три оригінальні блюзи і баладу «Hip Tip»; усі чотири композиції написані Волдроном. Альбом має декілька сюрпризів, однак кожен грає на своєму звичному високому рівні.

## Список композицій
1. «Blue Gene» (Мел Волдрон) — 13:54
2. «Scamperin'» (Мел Волдрон) — 8:46
3. «Blue Greens and Beans» (Мел Волдрон) — 9:00
4. «Hip Tip» (Мел Волдрон) — 8:55

## Учасники запису
- Джин Еммонс — тенор-саксофон
- Ідріс Суліман — труба
- Пеппер Адамс — баритон-саксофон
- Мел Волдрон — фортепіано
- Дуг Воткінс — контрабас
- Арт Тейлор — ударні
- Рей Барретто — конга

Технічний персонал
- Боб Вейнсток — продюсер, фотографія
- Руді Ван Гелдер — інженер